# Telegatti 1993
La 10ª edizione del Gran Premio Internazionale dello Spettacolo si è tenuta a Milano, al Teatro Ventaglio Nazionale, l'11 maggio 1993. Conduttori della serata sono stati Corrado, per il quarto anno consecutivo, e Milly Carlucci.
In questa edizione Mike Bongiorno conquista il decimo Telegatto, Maurizio Costanzo ed Enzo Biagi il nono. Da oltreoceano l'attore Dustin Hoffman insieme a Michael Douglas e Sharon Stone, entrambi interpreti del film Basic Instinct, e Gene Hackman.
Standing ovation per l'attore Raymond Burr, volto inconfondibile dell'avvocato Perry Mason, premiato da un intimidito Paolo Villaggio.
L'incasso della serata è stato devoluto alla Lega per la Ricerca sul Cancro.
Per la miglior trasmissione per ragazzi arriva Carlo Conti, per la prima volta su di una rete Mediaset.

## Vincitori
I premi sono assegnati alle trasmissioni andate in onda l'anno precedente alla cerimonia. Di seguito vengono elencate le varie categorie di premi, e i rispettivi vincitori dell'anno.

### Personaggio femminile dell'anno
- Lorella Cuccarini
- Alba Parietti
- Milly Carlucci

### Personaggio maschile dell'anno
- Alberto Castagna
- Corrado
- Marco Columbro

### Trasmissione dell'anno
- Saluti e baci, Rai 1

### Trasmissione rivelazione dell'anno
- Karaoke, Italia 1

### Miglior film TV
- In fuga per la vita, Canale 5
- Fantaghirò 2, Canale 5
- La piovra 6, Rai 1 (sesto film della serie iniziata nel 1984)

### Miglior telefilm cult
- Perry Mason, trasmesso su Rete 4

### Miglior telefilm italiano
- Un commissario a Roma, Rai 1
- Nonno Felice, Canale 5
- Casa Vianello, Canale 5

### Miglior telefilm straniero
- Beverly Hills 90210, trasmesso su Italia 1
- L'ispettore Derrick, trasmesso su Rai 2
- Hunter, trasmesso su Rai 2

### Premio TV utile
- Forum, Canale 5
- Chi l'ha visto?, Rai 3
- Mi manda Lubrano, Rai 3

### Miglior trasmissione di informazione e cultura
- Tocca a noi, Rai 1
- Il mondo di Quark, Rai 1
- Mixer, Rai 2

### Miglior gioco e quiz TV
- La ruota della fortuna, Canale 5
- Giochi senza frontiere, Rai 1
- Tutti x uno, Canale 5

### Miglior trasmissione di intrattenimento con ospiti
- Maurizio Costanzo Show, Canale 5
- I fatti vostri, Rai 2
- Ore 12, Canale 5

### Miglior trasmissione di varietà
- Buona Domenica, Canale 5
- Scommettiamo che...?, Rai 1
- Scherzi a parte, Canale 5

### Miglior soap opera/telenovela
- Renzo e Lucia - Storia d'amore di un uomo d'onore, trasmesso su Rete 4
- Sentieri, trasmesso su Rete 4
- Beautiful, trasmesso su Rai 2

### Premio speciale trasmissione TV
- Linea verde, Rai 1

### Miglior trasmissione sportiva
- Mai dire Gol, Italia 1
- Pressing, Italia 1
- 90º minuto, Rai 1

### Miglior trasmissione per ragazzi
- Big!, Rai 1
- La Banda dello Zecchino, Rai 1
- Bentornato Topo Gigio, trasmesso su Canale 5

### Miglior spot
- Jeans Levi's

### Premi speciali
- A Dustin Hoffman, per il cinema in TV
- A Michael Douglas, per il cinema straniero in TV

### Lettore di TV Sorrisi e Canzoni
- Alla signora Carmen Spiezia

## Statistiche emittente/vittorie
- Rai 1   5 premi
- Rai 2   nessun premio
- Rai 3    nessun premio

Totale Rai: 5 Telegatti
- Canale 5   5 premi
- Italia 1      3 premi
- Rete 4     2 premi

Totale Fininvest: 10 Telegatti

## Un anno di TV in due minuti
Il video d'apertura di questa edizione con il meglio della televisione della stagione 1992/1993 è accompagnata dalla canzone Somebody to Love dei Queen.